# Skarpretteren
|  | Denne artikel er oprettet af botten PalnaBot ud fra en ekstern database. Den kan derfor have sproglige fejl eller mangler. Denne skabelon kan fjernes efter kontrol af indholdet. |

Skarpretteren er en kortfilm fra 1973 instrueret af Ursula Reuter Christiansen efter manuskript af Ursula Reuter Christiansen.

## Handling
Instruktøren om filmen: "Skarpretteren" er en musikalsk legende om kvindens fornedrelse og ophøjelse. Historien om min egen begravelse og begravelsen af den legendariske kvinde og fremstødet til et nyt liv i andre sammenhænge, hvor hun kan opfatte sig selv produktivt i et rimeligt samfund. Nu er hun biprodukt til manden, optaget af egne følelser, længsler, lyster og erindringer. Det er tyngende ballast. Blomsterkransen skal væk, men som en tornekrans er den trykket fast ned over panden, er næsten ikke til at rive af." Det næste store øjeblik i historien tilhører os, lyder filmens sluttekst.